# Aireontae Ersery
Aireontae Lamont Ersery (Kansas City, 19 febbraio 2002) è un giocatore di football americano statunitense che milita nel ruolo di offensive tackle per gli Houston Texans della National Football League (NFL).

## Carriera universitaria
Nelle prime due stagioni a Minnesota nel 2020 e 2021, Ersery disputò due partite, di cui una come titolare.  Nel 2022 disputò come titolare tutte le 13 partite, venendo nominato menzione onorevole della Big Ten Conference. Nel 2013 partì come tackle sinistro titolare in tutte le 13 partite, venendo inserito nella seconda formazione ideale della Big Ten. Nel 2024 fu premiato come offensive lineman dell'anno della Big Ten.

## Carriera professionistica

### Houston Texans
Ersery fu scelto nel corso del secondo giro (48º assoluto) del Draft NFL 2025 dagli Houston Texans.